# هاري بيتس
هاري بيتس (بالإنجليزية: Harry Betts)‏ هو موزع وملحن أمريكي، ولد في 15 سبتمبر 1922 في نيويورك في الولايات المتحدة، وتوفي في 13 يوليو 2012.

## وصلات خارجية
- هاري بيتس على موقع IMDb (الإنجليزية)
- هاري بيتس على موقع ميوزك برينز (الإنجليزية)
- هاري بيتس على موقع أول ميوزيك (الإنجليزية)
- هاري بيتس على موقع ديسكوغز (الإنجليزية)